# ریموندس ویلد
ریموندس ویلد (انگلیسی: Raimonds Vilde؛ زادهٔ ۱۹ اوت ۱۹۶۲) یک بازیکن والیبال اهل لتونی است.